# Erskine Ronan
Pour les articles homonymes, voir Ronan (homonymie).
Erskine Ronan, surnommé Skene Ronan, (né le 9 février 1889 à Ottawa au Canada - mort le 25 juin 1937) est un joueur canadien de hockey sur glace,.

## Carrière
Il commence sa carrière en 1906-1907 mais usant d'un faux nom, il est suspendu dès la fin du premier match. En 1909, il rejoint la nouvelle ligue de hockey : l'Association nationale de hockey et l'équipe des Comets de Haileybury. Il rejoint ensuite les Renfrew Creamery Kings et remporte avec eux la Coupe Stanley en 1911. Il signe alors pour les Sénateurs d'Ottawa et y rejoint Marty Walsh. En 51 matchs, il inscrit 71 buts dont 25 pour la seule saison 1911-1912, il est alors le meilleur marqueur de l'équipe et de l'ANH.
Avant le début de la saison 1914-1915, il signe pour les Shamrocks de Toronto et y passe une saison avant de rejoindre les Blueshirts de Toronto la saison suivante. En 1915-1916, il joue avec les Canadiens de Montréal. Au cours de la saison, il est arrêté par la police pour avoir frappé Alf Skinner des Blueshirts de Toronto à la tête, avec son bâton. Il remporte la Coupe Stanley 1916, en marquant le but égalisateur qui est suivi du but de victorieux de Goldie Prodgers lors du 5e match de la série.
Entre 1916 et 1918, il est membre des Ottawa Munitions et joue le double rôle d'entraîneur et de joueur pour l'équipe puis il fait ses débuts dans la Ligue nationale de hockey avec les Sénateurs lors de la deuxième saison en 1918-1919 mais ne joue que 11 matchs avant d'être mis de côté.

## Statistiques
| Saison    | Équipe                       | Ligue  |    | Saison régulière | Saison régulière | Saison régulière | Saison régulière | Saison régulière |   | Séries éliminatoires | Séries éliminatoires | Séries éliminatoires | Séries éliminatoires | Séries éliminatoires |
| Saison    | Équipe                       | Ligue  | PJ | B                | A                | Pts              | Pun              | PJ               | B | A                    | Pts                  | Pun                  |                      |                      |
| 1906-1907 | Pembroke Lumber Kings        | UOVHL  | 1  | 1                | 0                | 1                | 0                |                  |   |                      |                      |                      |                      |                      |
| 1907-1908 | Ottawa Primrose              | OLCH   | 8  | 15               | 0                | 15               |                  |                  |   |                      |                      |                      |                      |                      |
| 1908-1909 | Pittsburgh Bankers           | WPHL   | 8  | 5                | 0                | 5                |                  |                  |   |                      |                      |                      |                      |                      |
| 1908-1909 | Toronto Professionals        | OPHL   | 7  | 4                | 0                | 4                | 4                |                  |   |                      |                      |                      |                      |                      |
| 1908-1909 | Club de hockey de Haileybury | TPHL   | 5  | 6                | 0                | 6                | 7                | 2                | 1 | 0                    | 1                    | 6                    |                      |                      |
| 1910      | Comets de Haileybury         | ANH    | 11 | 3                | 0                | 3                | 21               |                  |   |                      |                      |                      |                      |                      |
| 1910-1911 | Creamery Kings de Renfrew    | ANH    | 5  | 3                | 0                | 3                | 9                |                  |   |                      |                      |                      |                      |                      |
| 1911-1912 | Sénateurs d'Ottawa           | ANH    | 18 | 35               | 0                | 35               | 5                |                  |   |                      |                      |                      |                      |                      |
| 1911-1912 | ANH All-Stars                | Exhib. | 3  | 2                | 0                | 2                | 0                |                  |   |                      |                      |                      |                      |                      |
| 1912-1913 | Sénateurs d'Ottawa           | ANH    | 20 | 18               | 0                | 18               | 39               |                  |   |                      |                      |                      |                      |                      |
| 1913-1914 | Sénateurs d'Ottawa           | ANH    | 19 | 18               | 5                | 23               | 65               |                  |   |                      |                      |                      |                      |                      |
| 1914-1915 | Shamrocks de Toronto         | ANH    | 18 | 21               | 4                | 25               | 55               |                  |   |                      |                      |                      |                      |                      |
| 1915-1916 | Blueshirts de Toronto        | ANH    | 9  | 0                | 3                | 3                | 8                |                  |   |                      |                      |                      |                      |                      |
| 1915-1916 | Canadiens de Montréal        | ANH    | 8  | 6                | 4                | 10               | 14               | 2                | 1 | 0                    | 1                    | 0                    |                      |                      |
| 1916-1917 | Ottawa Munitions             | OLCH   |    |                  |                  |                  |                  |                  |   |                      |                      |                      |                      |                      |
| 1917-1918 | Ottawa Munitions             | OLCH   |    |                  |                  |                  |                  |                  |   |                      |                      |                      |                      |                      |
| 1918-1919 | Sénateurs d'Ottawa           | LNH    | 11 | 0                | 0                | 0                | 6                |                  |   |                      |                      |                      |                      |                      |